# Cecilia Grubbström
Cecilia Anna Skagerstam Grubbström, född 2 september 1986 i Partille, är en svensk tidigare handbollsmålvakt.

## Klubbkarriär
Cecilia Grubbströms moderklubb var IK Sävehof och  hon spelade i laget till 2012. Efter SM-finalen 2012 blev hon proffs i danska Viborg, Det gick inte så bra i Viborg HK och då hon fick lite speltid skiftade hon i januari 2013 till franska OGC Nice där hon spelade en och en halv säsong. 2014 blev hon klar för Skövde HF. Hon spelade bara en säsong för klubben men var med och tog Skövde HF till semifinal, där man överraskande tog ledningen med 2-0 i matcher mot Sävehof, men ändå till sist förlorade med 2-3 i matcher. Efter säsongen slutade Cecilia Grubbström med handboll.

## Landslaget
2009 debuterade hon i landslaget. Då hade Madeleine Grundström slutat och Gabriella Kain var  ensam kvar som målvakt i landslaget. Det blev debut vid rätt tid. Sverige gjorde ett succé EM 2010 och tog silver, Den första medaljen i internationellt mästerskap för Sveriges damer. Grubbström spelade sedan i VM 2011, OS 2012, EM 2012 men inte EM 2014. 2015 avslutade Grubbström sin landslagskarriär med VM kvalmatcher mot Kroatien vilka Sverige vann. Hon hade då gjort 101 landskamper och blev Stor Flicka. 
Hon är utbildad sjukgymnast.

## Meriter
- 4 SM-guld med Sävehof 2009, 2010, 2011 och 2012
- Silver vid EM 2010